# Andrea Valdinoci
Andrea Valdinoci (Firenze, 29 settembre 1945) è un allenatore di calcio ed ex calciatore italiano, di ruolo centrocampista.

## Carriera

### Giocatore
Si distingue in serie C con le maglie di Legnano, Salernitana e Treviso, meritandosi le attenzioni del Milan, che lo acquista per la stagione 1969-1970. Con i rossoneri non ottiene alcuna presenza in campionato e l'anno successivo passa all'Atalanta, tra i cadetti. Scarsamente utilizzato, scende nuovamente nella terza serie, concludendo la carriera con Pro Vercelli, Sorrento ed Alessandria.

### Allenatore
La sua carriera da allenatore ebbe inizio nel settore giovanile del Milan (1977-1978), con la categoria "Giovanissimi". Passò quindi alla prima squadra del Fanfulla dove restò per due stagioni (1979-1980 e 1980-1981) nel campionato di Serie C2.
Per le due successive annate fece l'allenatore della Primavera del Monza, subentrando sulla panchina al posto del dimissionario Franco Fontana (insieme al Direttore tecnico Guido Mazzetti) salvando la squadra dalla retrocessione.
L'anno successivo, sempre al Monza, affiancò Alfredo Magni dopo l'esonero di Guido Mazzetti.
Seguirono due stagioni alla guida del Legnano in Serie C1 ed un'altra, nella stessa categoria, sulla panchina dell'Ancona, culminata con l'esonero in favore di Giancarlo Cadè.
Dal 1987 al 1991 ritorna al Milan dove guida la formazione Primavera come allenatore passando poi, nel 1991-1992, alla Massese (Serie C1), e l'anno successivo sempre in Serie C1 al Como, dove venne esonerato alla fine del girone d'andata.
Ritornò su una panchina nella stagione 1993-1994, quando guidò l'Atalanta. Tuttavia il reale allenatore era Cesare Prandelli, allora ancora privo di patentino. I due subentrarono a stagione in corso a Francesco Guidolin ma non riuscirono ad evitare la retrocessione degli orobici in Serie B.
Nel 1994-1995 il suo ultimo anno su una panchina, alla guida della Maceratese in Serie C2. Dopo aver subito un altro esonero, venne chiamato dalla dirigenza del Milan in qualità di osservatore della prima squadra sia per il campionato italiano che per quelli esteri, ruolo che svolge tuttora.